# Robert C. Davis
Robert Charles Davis (* 1948) is een historicus uit de Verenigde Staten. Hij promoveerde in 1989 aan de Johns Hopkins-universiteit in Baltimore, Maryland en doceerde aan de Ohio State-universiteit. 
Davis schreef het boek  Christian Slaves, Muslim Masters: White Slavery in the Mediterranean, the Barbary Coast, and Italy, 1500-1800, een diepgravende studie naar de slavernij van Europese christenen door Noord-Afrikaanse moslims. Davis meent dat historici de impact van deze slavenhandel op Europa ernstig onderschatten. Hij kwam tot deze conclusie op basis van een nieuwe methodologie om het ontbreken van registratiegegevens te ondervangen. Vertrekkend van de aanwezige slavenpopulatie in Algiers, Tunis en Tripoli, die hij redelijk stabiel achtte en bij benadering te ramen, probeerde hij te achterhalen hoeveel slaven jaarlijks nodig waren om dit aantal op peil te houden. Hij schatte dat ongeveer een kwart van de slavenpopulatie jaarlijks uitviel door vrijkoping, sterfte, ontsnapping en bekering. Daardoor moesten jaarlijks 8500 nieuwe slaven worden gevangen, of 850.000 personen in de eeuw van 1580 tot 1680. Voor de periode 1530-1780 schatte hij dat er makkelijk 1,25 miljoen mensen in Barbarijse slavernij zijn gehouden. 
In Holy War and Human Bondage beschreef Davis het completere systeem van 'geloofsslavernij' rond de Middellandse Zee, dat hij contrasteerde met de op ras gebaseerde Trans-Atlantische slavenhandel. Volgens Davis was de Mediterrane slavernij georganiseerd rond religieuze vijandigheid tussen christenen, moslims, joden en sub-Saharaanse Afrikanen, waarbij het winstmotief op de tweede plaats kwam. Christenen en moslims maakten elkaar en de twee andere groepen tot slaaf. De moslimslaven in Europa schatte hij op 1 miljoen, en de christenslaven in Noord-Afrika en het Midden-Oosten op 2 miljoen. 

## Werk
- Christian Slaves, Muslim Masters. White Slavery in the Mediterranean, the Barbary Coast, and Italy, 1500–1800. Palgrave MacMillan, Houndmills 2004, ISBN 978-1-403-94551-8.
- Venice, the Tourist Maze: A Cultural Critique of the World's Most Touristed City. 2004.
- Holy War and Human Bondage: Tales of Christian-Muslim Slavery in the Early-Modern Mediterranean (Praeger Series on the Early Modern World). 2009.